# 后山镇 (冕宁县)
后山镇，原后山乡，中华人民共和国四川省凉山彝族自治州冕宁县曾经下辖的一个镇。后山乡位于前山之后而得名，面积104平方公里，人口约1万人，彝族、汉族为主，彝族乡。1956年设后山乡，1972年改为公社，1984年改设乡。1992年富强乡并入。
后改建制为后山镇。
2019年12月，撤销后山镇，所属行政区域划归石龙镇管辖。

## 行政区划
后山镇撤销前下辖以下地区：
大兴村、阁里村、马鞍村、清泉村、富强村、桃园村、浸水坝村和野儿塘村。